# Бердюгіна (Ірбітський міський округ)
Бердю́гіна (рос. Бердюгина) — присілок у складі Ірбітського міського округу Свердловської області.
Населення — 635 осіб (2010, 650 у 2002).
Національний склад населення станом на 2002 рік: росіяни — 98 %.